# 아라비아의 로렌스 (영화)
《아라비아의 로렌스(영어: Lawrence of Arabia 로런스 오브 어래비아[*])》는 T. E. 로렌스의 생애를 기초로 한 1962년 영국 영화 작품으로, 데이비드 린이 감독하였고, 그의 회사 호라이즌 픽처스를 통해 샘 스피겔이 제작하였다. 로버트 볼트와 마이클 윌슨이 영화 대본을 맡았다.
이 영화는 제1차 세계 대전 기간 동안 아라비아에서 있었던 토머스 로런스(T. E. 로렌스)의 체험, 특히 아랍의회 구성에 관여하고 아카바와 다마스쿠스 공격에 참여한 체험을 그리고 있다.

## 줄거리
1916년경, 영국 육군정보부 아라비아국(局)의 명령을 받은 로렌스(피터 오툴)는 이집트의 카이로를 출발하여 수에즈 운하를 건너, 사막을 지배하고 있는 부족 지도자이며 독립군의 지휘자 파이샬 왕자(알렉 기네스)를 만나, 연합군 작전에 협력케 함으로써 튀르키예의 군사(터키군)의 중동 지역의 기지이자 튀르키예(터키)군의 후방인 아카바 공략에 성공한다. 이후 한때는 영웅과 같은 대우를 받게 된다. 그러나 튀르키예군(터키군)에 붙잡혀서 고문까지 받게 되자, 결국 자기도 평범하고 약한 인간임을 깨닫게 된다. 하지만 주위는 자기를 여전히 영웅으로 취급한다. 『아랍민족연합회의』를 이룩하려던 로렌스는, 결국 자기 자신의 꿈이 깨어지자 아라비아를 떠나간다.

## 감상
『아라비아의 로렌스』로 익히 유명한 T.E.로렌스(토머스 에드워드 로런스)의 대영제국의 1916년경의 육군의 장교 시절의 한 대목을 영화화한 작품으로써, 주인공의 성격이나 심리의 기복을 매우 세밀하게 묘사하고 있는 점은 스펙터클을 목적으로 하는 70mm 대형 영화의 개념을 타파하고, 인간성 추구의 대하 드라마 영화 작품으로써 커다란 감명을 준다. 후반 부분의 고문을 받고 자기의 무력함을 깨달은 뒤부터는 영화 전체의 구성으로 볼 때 중도에서 좌절되는 듯한 느낌은 있으나, 전반 부분의 됨됨이는 훌륭하며, 70mm 대화면에 어울리는 장대함도 넘쳐 흐르고 있다. 특히, 사막의 경관은 영화 역사상 가장 아름다운 명장면으로 손꼽힌다.

## 출연
- 앨릭 기니스 - 파이잘 왕자
- 피터 오툴 - 로렌스
- 앤서니 퀸 - 오다 아부 타이
- 오마 샤리프 - 알리 족장
- 클로드 레인스 - 드라이든

## 한국판 성우진(KBS) (1989년 1월 2일)
- 양지운 - 로렌스(피터 오툴)
- 유강진 - 알리 족장(오마 샤리프)
- 설영범 - 파이잘 왕자(앨릭 기니스)
- 이치우 - 오다 아부 타이(앤서니 퀸)
- 임종국 - 드라이든(클로드 레인스)
- 정기항 - 앨런비(잭 호킨스)
- 김정경 - 브라이튼 대령(앤서니 퀘일)
- 이근욱 - 잭슨 밴틀리(아서 케네디)
- 문영래 - 마지드(가밀 라티브)
- 이향숙 - 오다의 아들(카말 라시드)
- 조동희 - 군인(브루스 비비)
- 장광 - 파라슈(마이클 래이) / 기자(잭 헤들리) / 군인(해리 파울러)
- 백진 - 타파(지아 모헤딘)
- 유제상 - 중사(프레드 베넷) / 운전병(브라이언 프링글)
- 장승길 - 로렌스의 상관(도날드 월핏) / 가심(I. S. 조하르) / 터키 장관(호세 페레)

## 추가 문헌
- Morris, L. Robert and Raskin, Lawrence (1992). Lawrence of Arabia: the 30th Anniversary Pictorial History. Doubleday & Anchor, New York. A book on the creation of the film, authorised by Sir David Lean.

## 같이 보기
- 역대 최고의 영화 목록
- T. E. 로렌스
- 동방견문록
- 천일야화